# Luísa da Dinamarca e Noruega
Luísa da Dinamarca e Noruega (em dinamarquês:  Louise; Copenhaga, 16 de outubro de 1726 — Hildburghausen, 8 de outubro de 1756), foi princesa do antigo Reino da Dinamarca e Noruega, pertencente à Casa de Oldemburgo, e duquesa de Saxe-Hildburghausen pelo casamento.

## Biografia

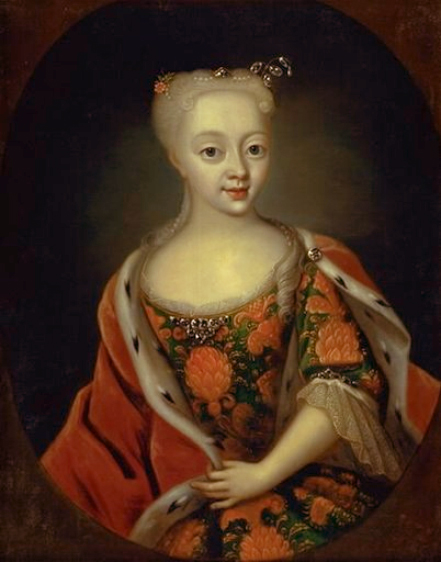
A princesa quando menina

Segunda filha do rei Cristiano VI e de Sofia Madalena de Brandemburgo-Kulmbach, Luísa era descrita como uma pessoa vivaz, que não se adequava à rigorosa e religiosa corte de seus pais e a grande diferença de personalidades explica porque as relações entre a princesa e o casal real não eram boas. Ela detestava os rígidos costumes da corte, enquanto seu pai reclamava de sua "natureza rebelde".

### Escândalo e matrimônio
Cristiano VI tinha ambições de fazer de Luísa rainha da Suécia. Durante a eleição do herdeiro do trono sueco entre 1742 e 1743, os diferentes candidatos para esta posição, como o príncipe de Birkenfeld e o príncipe de Mecklemburgo, foram citados como noivos adequados. Ela foi cogitada como noiva tanto para um príncipe britânico (o príncipe Guilherme, duque de Cumberland) como para o recém-eleito príncipe herdeiro sueco (o futuro rei Adolfo Frederico da Suécia).

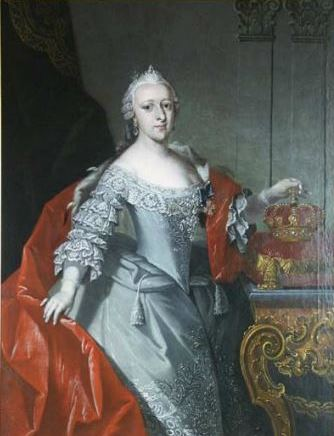
Luísa da Dinamarca

Após a eleição de Adolfo Frederico, pensava-se que o casamento seria favorável a uma aliança entre a Suécia e a Dinamarca, reduzindo a tensão criada entre os dois países após a escolha de um candidato que era preferido pela Suécia, mas rejeitado pela Dinamarca. No entanto, nenhum desses planos se concretizaram. Em 1749 Louise teve um caso e, possivelmente, uma criança com um pagem de uma nobre família dinamarquêsa, que depois foi condenado à prisão na Fortaleza de Munkholm. Nesse mesmo ano foi arranjado, às pressas, um casamento com Ernesto Frederico III, Duque de Saxe-Hildburghausen, com um grande dote ao noivo para apressar o casamento e acalmar o escândalo. Eles se casaram no Palácio Hirschholm, ao norte de Copenhague, em 1 de outubro de 1749.

### Duquesa de Saxe-Hildburghausen
Como duquesa de Saxe-Hildburghausen, ela organizou uma corte conhecida por sua etiqueta formal, grandes custos e muitas festas. Ela foi descrita como orgulhosa e com "despesas régias" em seu modo de vida, divertindo-se com espetáculos de balé, bailes de máscaras, caçadas e jogos de azar, além de dirigir pelas ruas da cidade com uma carruagem (ou um trenó, durante o inverno) de ouro e prata.
O casamento gerou uma única filha, cuja filha morreu prematuramente:
- Frederica Sofia Juliana Carolina (Hildburghausen, 5 de dezembro de 1755 - Hildburghausen, 10 de janeiro de 1756).

### Morte
Luísa morreu no dia 8 de Agosto de 1756, após uma longa enfermidade, aos vinte e nove anos de idade. Após sua morte, parte de seus bens foram devolvidos à Dinamarca.

## Nota
- Este artigo foi inicialmente traduzido, total ou parcialmente, do artigo da Wikipédia em inglês cujo título é «Princess Louise of Denmark (1726–1756)», especificamente desta versão.